# クリスマス?なにそれ?美味しいの?
「クリスマス?なにそれ?美味しいの?」（クリスマスなにそれおいしいの）は、ヒャダインの3枚目のシングル。2011年11月23日にLantisから発売された。
前作「ヒャダインのじょーじょーゆーじょー」から約3ヶ月ぶりのリリースであり、2011年3作目のシングル。また、自身初のトリプルA面シングルである。

## 各曲解説

### クリスマス?なにそれ?美味しいの?
「クリスマス?なにそれ?美味しいの?」は、自身が2010年12月1日にニコニコ動画に「クリスマス?なにそれ美味しいの?」としてアップロードした楽曲である（シングル版公開ごろからは「クリスマス?なにそれ美味しいの?2010Ver.」として公開中）。
シングル版（2011Ver.）は原曲の詞とメロディをアレンジしており、レコーディングも新規収録している。
シングル表題曲を「クリスマス?なにそれ?美味しいの?」にした理由として同曲アップロード後に楽曲に共感する人が多くいたので、正式に商品化して有線ラジオ放送などで楽曲を放送し、たくさんの人に共感して欲しいためだと語っている。
「クリスマス?なにそれ?美味しいの?」には、ニコニコ動画にアップロードされた2010年バージョンのアニメーションPV、本作の発売の為に製作された2011年バージョンのPVがあり、2010年バージョンのアニメーションPVのイラストはCOCOが手掛けている。なお、題字、「サンタ容疑者」という文字はヒャダインの直筆だという。2011年バージョンのPVは女優の高山侑子がヒャダル子役として参加しており、ヒャダインは個性的な映像になったと語っている。2011年バージョンのPVは、2011年11月3日にニコニコ動画にアップロードされた。
振付は西田一生（西田プロジェクト）が担当。

### あの日のボクへ feat.下野紘
「あの日のボクへ feat.下野紘」は、声優の下野紘がフィーチャリングアーティストとして参加している。
文化放送で放送されているヒャダインのラジオ番組『ヒャダインのわーきゃーいわれたい』のテーマソングである。
アニメーションPVが製作されており、2011年10月27日にニコニコ動画にアップロードされた。PVで使用されているイラストはDNAが手掛けている。

### D.T.のうた feat.かよえ!チュー学
「D.T.のうた feat.かよえ!チュー学」は、東海テレビのショートアニメーション『かよえ!チュー学』のテーマソングに起用された。
アニメーションPVが製作されており2011年11月10日にニコニコ動画とYouTubeにアップロードされた。このPVは起用された『かよえ!チュー学』とのコラボ映像でありヤラセコメントが挿入されている。

## パッケージ
CDにはDVDが同梱されており、「クリスマス?なにそれ?美味しいの?」、「あの日のボクへ feat.下野紘」のPV、「あの日のボクへ feat.下野紘」のレコーディング風景が収録されたメイキング映像が収録されている。なお、自身のシングル作品にDVDが同梱されるのは初。
ディスクジャケットのイラストは、2010年バージョンのアニメーションPVのイラストを手掛けたCOCOが手掛けた。
本盤の初回封入特典は、12月24日に東京で開催された『ヒャダインサンタ スペシャルイベント参加券』だった。また、11月26日に原宿のニコニコ本社で緊急即売会が開催された。

## 主な記録
2011年12月5日付のオリコン週間シングルチャートで49位を獲得。初動売上は2000枚を記録し、前作から約4000枚減少した。デイリーチャートでは11月22日付では圏外でありTOP50入りを果たしていなかったが、11月23日付で最高位の31位を獲得した。
2011年12月5日付の Billboard JAPAN HOT 100 で51位、Billboard Hot Singles Sales で44位、Billboard Hot Top Airplay で85位を獲得した。また、2011年12月3日放送の『COUNT DOWN TV』内の This Week’s TOP 100 では65位を獲得した。

## 批評
『CDジャーナル』誌は、「クリスマスソングの一節を含むメロディに、一人身の立場でクリスマスへの恨みを綴ったユーモアかつ痛快な曲。」と評した。

## 収録曲

### CD
（全作詞・作曲・編曲：前山田健一）
1. クリスマス?なにそれ?美味しいの? [3:45]
楽曲名通りクリスマスソングであり、「誰もがクリスマス楽しい訳ではない」という想いが込められているウキウキクリスマスカバーソング[5]。
2. あの日のボクへ feat.下野紘 [4:10]
  - 文化放送『ヒャダインのわーきゃーいわれたい』テーマソング
「過去の努力で今があり、今の努力で未来がある。」という想いが込められた青春をテーマにした爽やかな曲である[17][18]。
3. D.T.のうた feat.かよえ!チュー学 [3:57]
  - ショートアニメ『かよえ!チュー学』テーマソング
童貞をイメージした曲であり、童貞の男性の心情を描いたおもちゃ箱サウンド曲である[19]。
4. クリスマス?なにそれ?美味しいの?（Instrumental）
5. あの日のボクへ feat.下野紘（Instrumental）
6. D.T.のうた feat.かよえ!チュー学（Instrumental）

### DVD
1. クリスマス?なにそれ?美味しいの?（Music Video）
2. あの日のボクへ feat.下野紘（Music Video）
3. Making of 「あの日のボクへ feat.下野紘」